# Fëdor I di Russia
Fëdor (Teodoro) I Ivanovič (in russo Фёдор I Иванович? /ˈfʲɔdər ˈpʲervɪj ɪˈvanəvɪʨ/) (Mosca, 31 maggio 1557 – Mosca, 17 gennaio 1598) fu zar di Russia dal 1584 alla morte.
Ultimo zar della dinastia Rurik, Fëdor, in italiano Teodoro, nacque affetto da gravi deformità fisiche e mentalmente disabile e per tutta la vita non fu altro che una marionetta nelle mani di suo zio Nikita Romanovič Zachar'in-Jur'ev, prima, e di suo cognato Boris Godunov, poi.
Fëdor eredita una terra stremata dagli eccessi del padre Ivan il Terribile, e la mancanza di un vero governo durante i suoi anni di regno non fa che aumentare la velocità di declino della Russia. Alla sua morte Fëdor non aveva eredi dal momento che l'unica figlia Feodosia morì nel 1594 all'età di due anni, di conseguenza la lotta per la successione conduce la nazione verso gli anni noti come il "Periodo dei torbidi".

## Ascendenza
|                                 |                         |                                   | Genitori                        |  |  | Nonni |  |  | Bisnonni           |  |  | Trisnonni            |  |
|                                 |                         |                                   |                                 |  |  |       |  |  | Ivan III di Russia |  |  | Basilio II di Russia |  |
|                                 |                         |                                   |                                 |  |  |       |  |  | Ivan III di Russia |  |  | Basilio II di Russia |  |
|                                 |                         | Maria di Borovsk                  |                                 |  |  |       |  |  | Ivan III di Russia |  |  |                      |  |
| Basilio III di Russia           |                         |                                   |                                 |  |  |       |  |  | Ivan III di Russia |  |  |                      |  |
|                                 |                         | Sofia Paleologa                   | Tommaso Paleologo               |  |  |       |  |  |                    |  |  |                      |  |
|                                 |                         | Sofia Paleologa                   | Tommaso Paleologo               |  |  |       |  |  |                    |  |  |                      |  |
|                                 |                         | Sofia Paleologa                   | Caterina Zaccaria               |  |  |       |  |  |                    |  |  |                      |  |
| Ivan IV di Russia               |                         | Sofia Paleologa                   |                                 |  |  |       |  |  |                    |  |  |                      |  |
|                                 |                         | Principe Vasilij L'vovič Glinskij | Principe Lev Borisovič Glinskij |  |  |       |  |  |                    |  |  |                      |  |
|                                 |                         | Principe Vasilij L'vovič Glinskij | Principe Lev Borisovič Glinskij |  |  |       |  |  |                    |  |  |                      |  |
|                                 |                         | Principe Vasilij L'vovič Glinskij | …                               |  |  |       |  |  |                    |  |  |                      |  |
| Elena Vasil'evna Glinskaja      |                         | Principe Vasilij L'vovič Glinskij |                                 |  |  |       |  |  |                    |  |  |                      |  |
|                                 |                         | Ana Jakšić                        | Stefan Jakšić                   |  |  |       |  |  |                    |  |  |                      |  |
|                                 |                         | Ana Jakšić                        | Stefan Jakšić                   |  |  |       |  |  |                    |  |  |                      |  |
|                                 |                         | Ana Jakšić                        | Milica Belmužević               |  |  |       |  |  |                    |  |  |                      |  |
| Fëdor I di Russia               |                         | Ana Jakšić                        |                                 |  |  |       |  |  |                    |  |  |                      |  |
|                                 | Jurij Zacharevič Koškin | Zacharin Ivanovič Koškin          |                                 |  |  |       |  |  |                    |  |  |                      |  |
|                                 | Jurij Zacharevič Koškin | Zacharin Ivanovič Koškin          |                                 |  |  |       |  |  |                    |  |  |                      |  |
|                                 | Jurij Zacharevič Koškin | …                                 |                                 |  |  |       |  |  |                    |  |  |                      |  |
| Roman Jur'evič Zachar'in-Jur'ev | Jurij Zacharevič Koškin |                                   |                                 |  |  |       |  |  |                    |  |  |                      |  |
|                                 |                         | Irina Ivanovna Tučkova-Morozova   | Ivan Borisovič Tučkov-Morozov   |  |  |       |  |  |                    |  |  |                      |  |
|                                 |                         | Irina Ivanovna Tučkova-Morozova   | Ivan Borisovič Tučkov-Morozov   |  |  |       |  |  |                    |  |  |                      |  |
|                                 |                         | Irina Ivanovna Tučkova-Morozova   | …                               |  |  |       |  |  |                    |  |  |                      |  |
| Anastasija Romanovna Zachar'ina |                         | Irina Ivanovna Tučkova-Morozova   |                                 |  |  |       |  |  |                    |  |  |                      |  |
|                                 |                         | …                                 | …                               |  |  |       |  |  |                    |  |  |                      |  |
|                                 |                         | …                                 | …                               |  |  |       |  |  |                    |  |  |                      |  |
|                                 |                         | …                                 | …                               |  |  |       |  |  |                    |  |  |                      |  |
| Juliana Teodorovna              |                         | …                                 |                                 |  |  |       |  |  |                    |  |  |                      |  |
|                                 |                         | …                                 | …                               |  |  |       |  |  |                    |  |  |                      |  |
|                                 |                         | …                                 | …                               |  |  |       |  |  |                    |  |  |                      |  |
|                                 |                         | …                                 | …                               |  |  |       |  |  |                    |  |  |                      |  |
|                                 |                         | …                                 |                                 |  |  |       |  |  |                    |  |  |                      |  |